# أديل هاينل
أديل هاينل (بالفرنسية: Adèle Haenel) (و. 1989  م) هي ممثلة، وممثلة أفلام، وممثلة مسرحية، من فرنسا، ولدت في باريس.

## جوائز وترشيحات
حصلت على جوائز منها:
- جائزة سيزار لأفضل ممثلة (2015)
- جائزة رومي شنايدر  [لغات أخرى]‏ (2015)
- جائزة سيزار لأفضل ممثلة مساعدة (2014).

ترشحت لـ:
- جائزة سيزار لأفضل ممثلة، عن عمل: Love at First Fight (film) [الإنجليزية]‏ (2014)
- César Award for Best Female Revelation [الإنجليزية]‏، عن عمل: Water Lilies (film) [الإنجليزية]‏ (2007).[5]

## وصلات خارجية
- أديل هاينل على موقع IMDb (الإنجليزية)
- أديل هاينل على موقع ميتاكريتيك (الإنجليزية)
- أديل هاينل على موقع روتن توميتوز (الإنجليزية)
- أديل هاينل على موقع مونزينجر (الألمانية)
- أديل هاينل على موقع قاعدة بيانات الأفلام العربية
- أديل هاينل على موقع ألو سيني (الفرنسية)
- أديل هاينل على موقع أول موفي (الإنجليزية)
- أديل هاينل على موقع ديسكوغز (الإنجليزية)
- أديل هاينل على موقع قاعدة بيانات الفيلم (الإنجليزية)
- أديل هاينل على موقع كينوبويسك (الروسية)